# Kenworthy Model 4-80
Kenworthy Model 4-80 ist ein Personenkraftwagen. Hersteller war die Kenworthy Motors Corporation aus den USA.

## Beschreibung
Die Bauzeit des Oberklasse-Fahrzeugs war von 1920 bis 1921. Karl H. Martin entwarf die Karosserie.
Der wassergekühlte Vierzylinder-Reihenmotor kam von Rochester-Duesenberg. Er hat 4 Zoll (101,6 mm) Bohrung und 6 Zoll (152,4 mm) Hub, was 4942 cm³ Hubraum ergibt. Die Angaben zur Motorleistung reichen von 80 PS über 91 PS bis 100 PS. Er ist vorn längs im Fahrgestell eingebaut und treibt die Hinterachse an. Das Getriebe hat vier Gänge.
Das Fahrgestell hat 3302 mm Radstand. Einzige angebotene Karosseriebauform war ein Tourenwagen mit fünf Sitzen.
Ein erhaltenes Fahrzeug ist in der Nethercutt Collection ausgestellt.